# Wodospad na Jeleniu

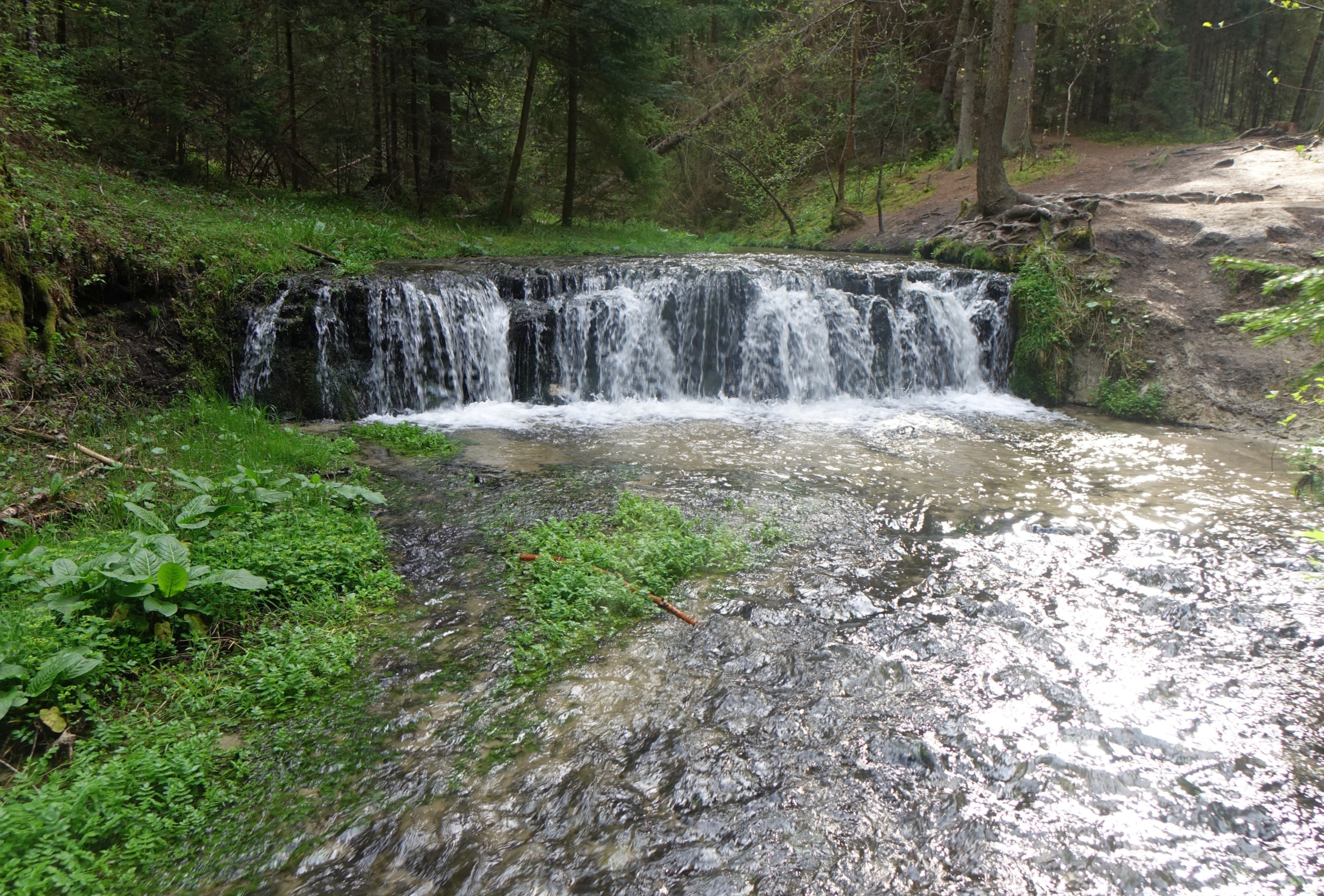

Wodospad na Jeleniu – wodospad na strudze Jeleń w Parku Krajobrazowym Puszczy Solskiej, administracyjnie na terenie wsi Susiec w województwie lubelskim, w powiecie tomaszowskim, w gminie Susiec.
Jest to najwyższy wodospad na Roztoczu. Jest pomnikiem przyrody nieożywionej. Ma wysokość 1,5 m i szerokość 9 m. Znajduje się na skalnym progu na ostrym zakolu rzeki i obok niego prowadzi szlak turystyki pieszej.
 Szlak Szumów: Susiec – Rebizanty (rez. „Nad Tanwią”) – Źródełko Miłości – Kościółek – Uroczyska Puszczy Solskiej – Wodospad na Jeleniu – Susiec.